# Trumanda schiffi
Trumanda schiffi är en fjärilsart som beskrevs av William Schaus 1928. Trumanda schiffi ingår i släktet Trumanda och familjen tandspinnare. Inga underarter finns listade i Catalogue of Life.